# 鳥取県道299号赤松淀江線
鳥取県道299号赤松淀江線（とっとりけんどう299ごう あかまつよどえせん）は、鳥取県西伯郡大山町から米子市に至る一般県道である。

## 概要
西伯郡大山町赤松から米子市淀江町西原に至る。

### 路線データ
- 起点：鳥取県西伯郡大山町赤松（鳥取県道24号米子大山線交点）
- 終点：鳥取県米子市淀江町西原（淀江支所交差点、国道9号交点）

## 路線状況

### 重複区間
- 鳥取県道252号尾高淀江線（米子市淀江町西尾原 - 米子市淀江町平岡）

## 地理

### 通過する自治体
- 鳥取県
  - 西伯郡大山町 - 米子市

### 交差する道路
| 交差する道路                         | 市町村名 | 市町村名 | 交差する場所 | 交差する場所          |
| ------------------------------------ | -------- | -------- | ------------ | --------------------- |
| 鳥取県道24号米子大山線               | 西伯郡   | 大山町   | 赤松         | 起点                  |
| 鳥取県道24号米子大山線               | 米子市   | 米子市   | 淀江町本宮   |                       |
| 大山広域農道                         | 米子市   | 米子市   | 淀江町西尾原 | [ 注釈 1 ]            |
| 鳥取県道252号尾高淀江線 重複区間起点 | 米子市   | 米子市   | 淀江町西尾原 |                       |
| 鳥取県道252号尾高淀江線 重複区間終点 | 米子市   | 米子市   | 淀江町平岡   |                       |
| 国道9号 / 米子道路                   | 米子市   | 米子市   | 淀江町西原   | [ 注釈 2 ]            |
| 国道9号                              | 米子市   | 米子市   | 淀江町西原   | 淀江支所交差点 / 終点 |

### 交差する鉄道
- 山陰本線

### 沿線
- 米子市立淀江小学校
- 米子市立淀江中学校
- 米子市役所 淀江支所